# المحارب الشجاع (فلم)
ماغادهيرا هو فيلم من نوع موسيقي وفنتازيا وحركة ورومانسية أُصدر في 30 يوليو 2009. الفيلم من إنتاج وتوزيع Geetha Arts ‏. وهو من إخراج وسيناريو كودوري راجامولي.

## القصة
تقع أحداث الفيلم في حيدر آباد.القصة ان تتحدث عن الاستنساخ المستقبلي بعني موت شخص وولادته في زمن اخر وهي قصه المحارب بيرفا الذي عرف انه من اقوى المحاربين وعرف عن سلالته انها تموت عند بلوغهم الثلاثين من العمر.

## طاقم التمثيل
- سالوني أسواني
- كاجال أغاروال
- تشيرانجيفي
- سونيل
- سارات بابو
- براهماناندام [الإنجليزية]‏
- رام شاران
- ديف جيل
- هيما (ممثلة)
- راو راميش
- Srihari [الإنجليزية]‏
- Subbaraya Sarma [الإنجليزية]‏

## الإنتاج
موسيقى الفيلم التصويرية كانت من تأليف م.م. كيرافاني ‏.

## وصلات خارجية
- مقالات تستعمل روابط فنية بلا صلة مع ويكي بيانات